# Вбивство на замовлення
Вбивство на замовлення, Вбивство за контрактом — форма вбивства, при якій одна сторона наймає іншу сторону, щоб вбити якусь особу або групу людей. Це визначається незаконною угодою між двома або більше сторонами, в яких одна сторона погоджується вбити в обмін на якусь форму платежу, грошову або іншу. Будь-яка зі сторін може бути особою, групою або організацією. У Сполучених Штатах злочин карається 15 роками життя в державній пенітенціарній системі. Контрактне вбивство було пов'язане з організованою злочинністю, урядовими змовами і вендеттою. Наприклад, в Сполучених Штатах банда «Murder Inc.» зробила сотні вбивств від імені Національного кримінального синдикату в 1930-х і 1940-х роках.